# 초등함수
수학에서 초등 함수(初等函數, 영어: elementary function)는 대수 함수와 지수 함수와 로그 함수에 사칙 연산 및 함수의 합성을 가하여 만들 수 있는 일변수 함수이다.

## 예
모든 상수 함수, 항등 함수, 역함수, 다항 함수, 유리 함수, 삼각 함수, 역삼각 함수는 초등 함수이다. 또한,
{\displaystyle \sin {\sqrt {e^{x}}}}
는 초등 함수이다. 그러나 오차 함수
{\displaystyle \operatorname {erf} (x)={\frac {2}{\sqrt {\pi }}}\int _{0}^{x}e^{-t^{2}}dt}
는 초등 함수가 아니다.